# Condado de Gostyń
Nota linguística: Não confundir hrabstwo (condado) com powiat (divisão administrativa)..
Gostyń (polaco: powiat gostyński) é um powiat (condado) da Polónia, na voivodia de Grande Polónia. A sede é a cidade de Gostyń. Estende-se por uma área de 810,34 km², com 75 678 habitantes, segundo os censos de 2005, com uma densidade 93,39 hab/km².

## Divisões admistrativas
O condado possui:
Comunas urbana-rurais: Borek Wielkopolski, Gostyń, Krobia, Pogorzela, Poniec
Comunas rurais: Pępowo, Piaski
Cidades: Borek Wielkopolski, Gostyń, Krobia, Pogorzela, Poniec

## Demografia
População (dados de 30 de Junho de 2005):
|          | Total   | Total | Mulheres | Mulheres | Homens  | Homens |
| -------- | ------- | ----- | -------- | -------- | ------- | ------ |
|          | pessoas | %     | pessoas  | %        | pessoas | %      |
| Total    | 75 678  | 100   | 38 405   | 50,7     | 37 273  | 49,3   |
| Cidades  | 31 961  | 100   | 16 525   | 51,7     | 15 436  | 48,3   |
| Povoados | 43 717  | 100   | 21 880   | 50       | 21 837  | 50     |